# إيفان س. جيمس جونيور
إيفان س. جيمس جونيور هو مهندس روسي، ولد في 1917، وتوفي في 2014.